# Církevní latina

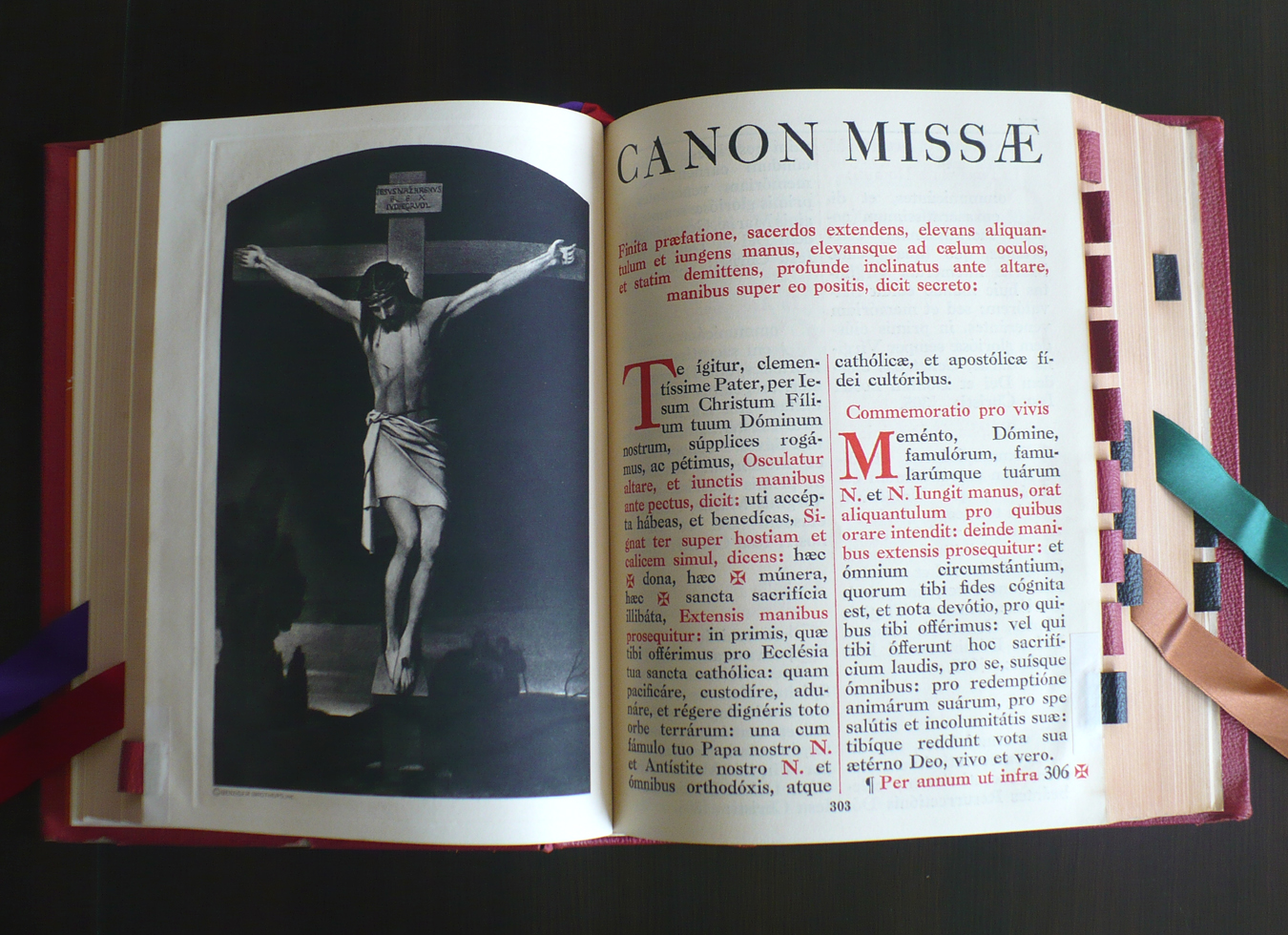
Užití církevní latiny v tradičním římském misálu

Církevní latina, také nazývaná liturgická latina, je forma latiny vyvinutá v pozdní antice k diskusi o křesťanské teologii a používaná v křesťanské liturgii, teologii a církevní správě až do současnosti, zejména v katolické církvi. Zahrnuje slova z vulgární latiny a klasické latiny (stejně jako řečtiny a hebrejštiny) užívaná v rámci křesťanského významu (např. provincie či diecéze). Je méně stylizovaná a méně pružná, pokud jde o tvary, než klasická latina. S ní sdílí slovní zásobu, morfologii a syntax, ale také zahrnuje neformální prvky, které v latině vždy byly, ale autoři literárních děl psaných klasickou latinou je vyloučili.

## Výslovnost
Výslovnost byla částečně standardizována koncem 8. století během karolínské renesance v rámci vzdělávacích reforem Karla Velikého a tato nová výslovnost, používaná ve Francii a Anglii, byla o několik století později přijata v Ibérii a Itálii. Postupem času se výslovnost začala lišit v závislosti na místním lidovém jazyce, což dalo vzniknout i velkým odlišnostem, jako je tradiční anglická výslovnost církevní latiny, která při čtení latinských textů už byla z velké části opuštěna. V katolické církvi a v jistých protestantských církvích, jako je anglikánská církev, se výslovnost založená na moderní italské fonologii stala běžnou od konce 19. století.
V češtině má církevní latina také svá specifika.

## Užití
Církevní latina je jazykem liturgických obřadů v latinské církvi stejně jako může být také užita v rámci západního obřadu východní pravoslavné církve. Příležitostně se používá také v liturgii anglikánské církve a luteránské církve. Ve 21. století se církevní latina používá především v oficiálních dokumentech katolické církve, při tradiční katolické mši a vysluhování svátostí tradičním způsobem a nadále se jí učí katoličtí duchovní.